# Apoica pallens
Apoica pallens es una avispa eusocial nocturna de la familia Vespidae. Es famosa por su comportamiento de emigración basado en enjambres.
Es nativa de las tierras bajas del centro y norte de América del Sur. En algunos de estos países se la conoce como kava pyhare, kava sombrero, kava tañehe ("pyhare" quiere decir noche).
Esta especie ha desarrollado adaptaciones especiales de visión nocturna para facilitar su comportamiento nocturno de enjambre y búsqueda de alimentos. El pueblo pankararú en Brasil le asigna importantes propiedades medicinales.

## Taxonomía y filogenética
Apoica pallens es parte de la tribu Epiponini, subfamilia Polistinae. Se las encuentra en regiones neotropicales. Apoica es uno de los géneros basales de la tribu. La especie está más relacionada con Apoica flavissima. Apoica pallens fue descrita por Johan Christian Fabricius en 1804.

## Descripción e identificación

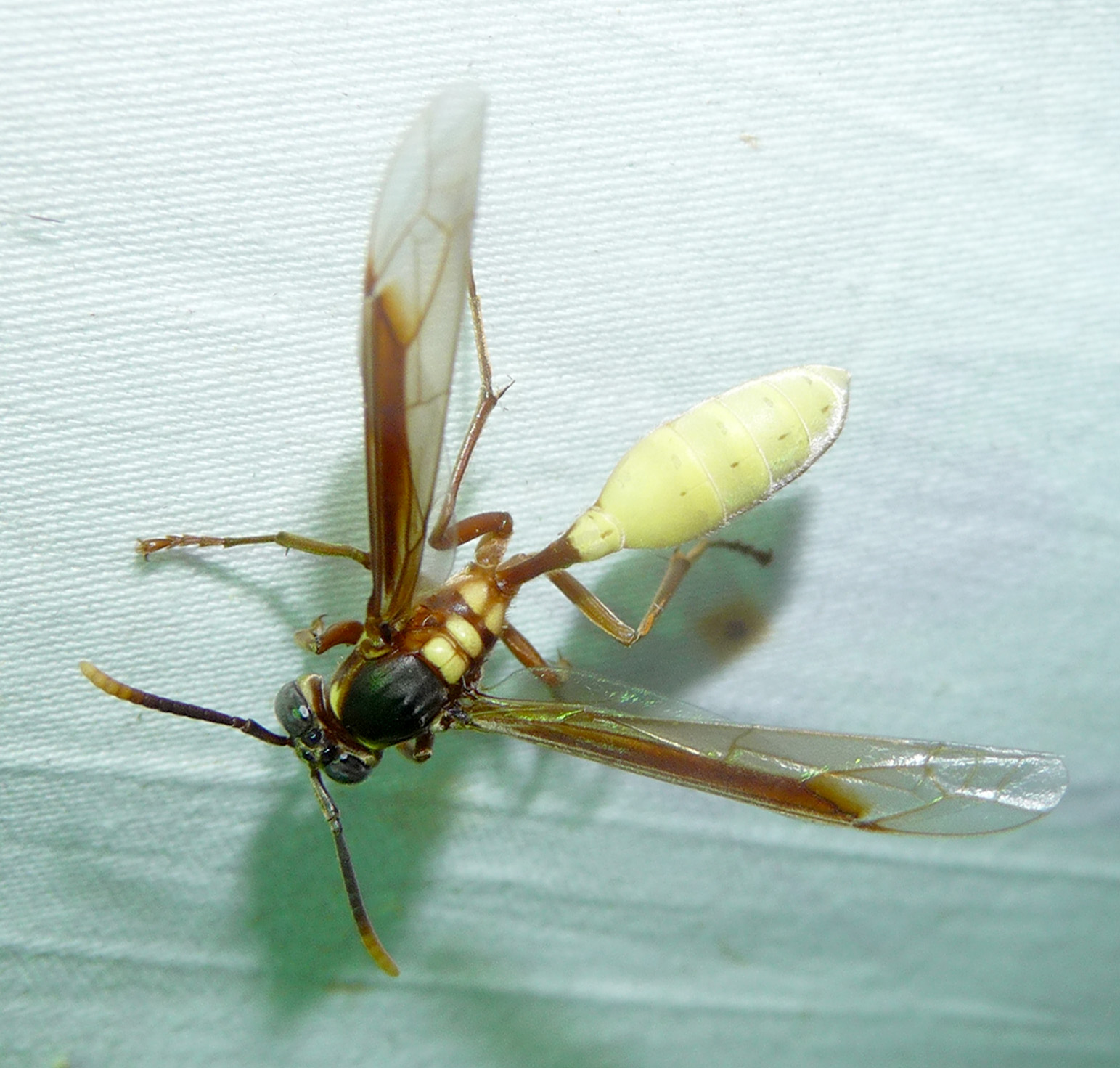
Hembra adulta de Apoica pallens

Apoica pallens es de color amarillo pálido. Al igual que otras especies encontradas dentro del Epiponini, existe una diferenciación de castas morfológica entre obreras y reinas. En Apoica pallens, las reinas y las obreras suelen tener aproximadamente el mismo tamaño, pero las reinas tienden a ser más pequeñas que las obreras en sentido anterior y significativamente más grandes en la parte posterior. Se cree que esta diferenciación es el resultado de diferencias en el desarrollo del ovario.

### Identificación de nidos

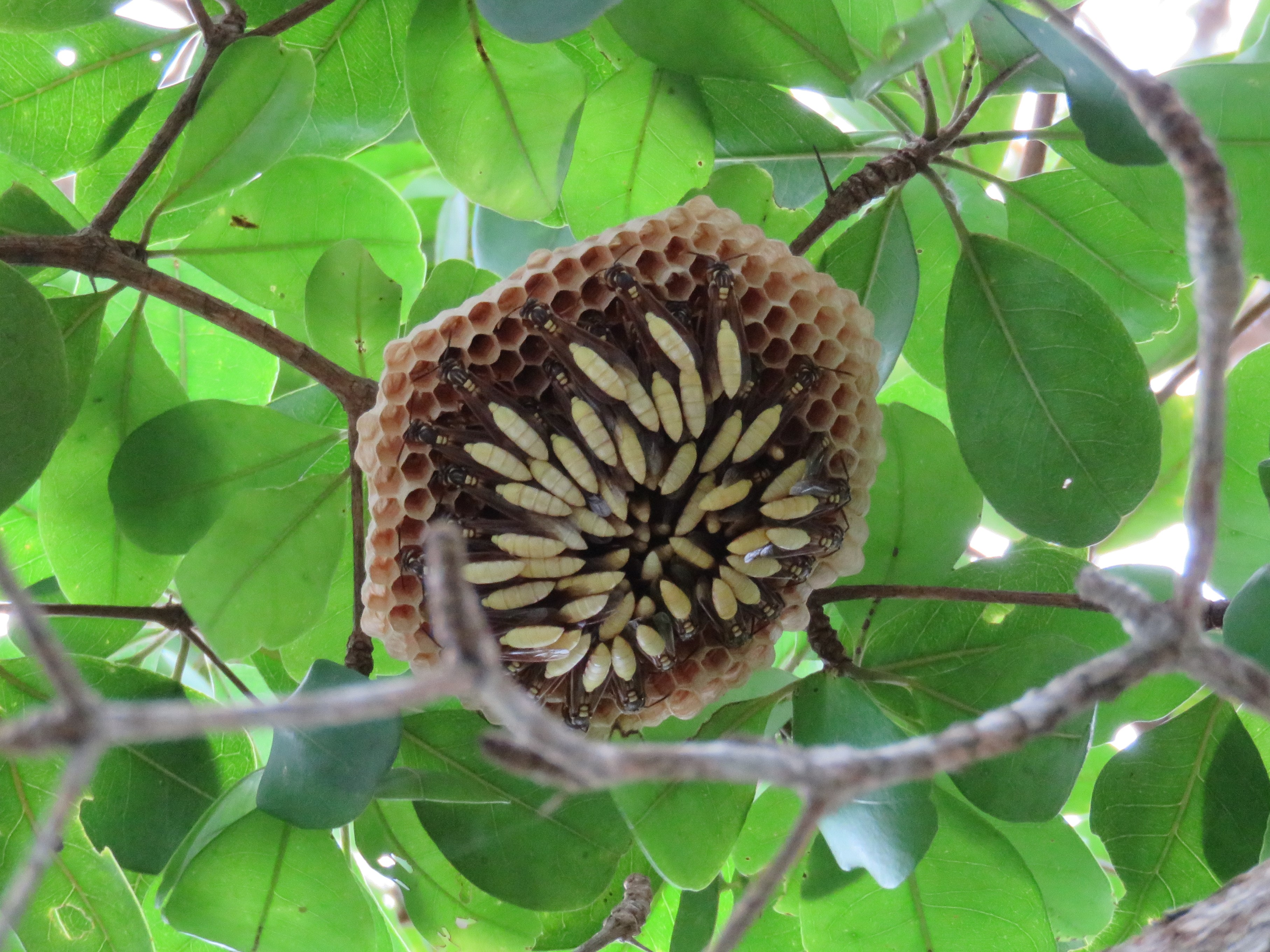
Colonia

Los nidos de Apoica no tienen cobertura que los encierre y están compuestos de un solo panel que cuelga debajo de la rama. Los nidos grandes tienen una apariencia distintiva similar a un sombrero de paja o una canasta.

## Distribución y hábitat
Las poblaciones de Apoica pallens son nativas de las tierras bajas del centro y norte de América del Sur. En general, se encuentran en áreas de sabana tropical, bosque seco tropical semi caducifolio, selva en galería y tierra pantanosa. Apoica es uno de los géneros prominentes de los trópicos del Nuevo Mundo. Es un género bastante abundante.

## Ciclo de la colonia
Apoica pallens es conocida por su comportamiento único de fundación de enjambres, en el que la población adulta de una colonia abandona un antiguo nido y emigra a un nuevo sitio. Existen varias causas que explican este comportamiento. En primer lugar, como parte de la reproducción normal de colonias. Y en segundo lugar, en respuesta a disturbios severos o destrucción del nido original. Además, el abandono de nidos a veces se correlaciona con cambios en el clima, y en el caso de Apoica pallens, se ha observado con mayor frecuencia durante la estación seca. Los machos siguen las emigraciones de los enjambres y pueden permanecer con la colonia recién creada durante las siguientes semanas.
Epiponini son permanentemente poligínicos o principalmente poligínicos. En el último caso, el número de reinas disminuye durante el ciclo de la colonia, lo que puede resultar en monoginia. Por lo tanto, el parentesco se considera una teoría importante para explicar la cooperación dentro de la tribu Epiponini. 

## Comportamiento

### Forrajeo
La búsqueda de comida tiene lugar casi exclusivamente por la noche. Se caracteriza por un gran número de avispas que parten explosivamente del nido, y luego regresan rápidamente solo para partir nuevamente de manera similar. A medida que avanza la noche, hay niveles moderados a intensos de retorno y salidas de grupos más pequeños de avispas. Los patrones de alimentación de las Apoica pallens dependen del ciclo de la luna: cuando la luna es nueva o pequeña, las Apoica pallens se alimentan durante las primeras 4 horas después del atardecer, con otro pequeño pico de actividad justo antes del amanecer, cuando las avispas regresan al nido. Cuando la luna está creciendo, las Apoica pallens extienden las horas de búsqueda hasta que los individuos permanecen fuera toda la noche.
Con el tiempo, Apoica pallens desarrolló adaptaciones que mejoraron su visión, permitiéndoles forrajear en condiciones de baja intensidad de luz. Estas avispas tienen campos visuales más grandes en comparación con los de especies relacionadas debido a un mayor diámetro de los omatidios, una estructura en forma de bastón en el ojo que es sensible a la luz. A. pallens también tiene un mayor número de facetas en lugar de facetas más grandes del ojo, lo que aumenta el tamaño relativo del ojo. Aunque estas características ayudan a aumentar la visión nocturna de la avispa, también contribuyen otros factores no ampliamente estudiados, como la ramificación lateral de las neuronas en el primer ganglio óptico dentro del ojo.

### Jerarquía
Apoica pallens es una especie con diferenciación morfológica de castas entre hembras. Estas castas se clasifican como obreras y reinas, y esta distinción morfológica se basa en el tamaño de los ovarios. Esta morfología especial contribuye a las habilidades reproductivas de las reinas. Las diferencias entre las castas de reinas y obreras se forman durante la etapa larval. Las larvas destinadas a reina muestran tasas de crecimiento más rápidas en varios compartimentos corporales que las larvas destinadas a obreras. Esto da como resultado individuos con diferentes formas a pesar de que las larvas son aproximadamente del mismo tamaño.

### Comunicación
Las enjambres de avispas de la tribu Epiponini generalmente colocan marcas de olor en las superficies alrededor del nido durante la formación de grupos de enjambres. A. pallens parece coordinar el enjambre usando una feromona en el aire liberada desde el lado inferior del abdomen.
El comportamiento de llamada se caracteriza porque el gáster se mantiene rígidamente alejado del tórax, exponiendo así las glándulas esternales. La exposición de estas glándulas liberadoras de sustancias químicas ha llevado a la hipótesis de que este comportamiento de llamada libera feromonas en el aire que envían señales a los miembros del enjambre, por lo que saben cómo comenzar la migración.

## Selección por parentesco
La poligenia exhibida en Apoica pallens es un posible conflicto de intereses dentro de las colonias. Esto parecería conducir a una relación relativamente baja entre los individuos dentro de una colonia y, por lo tanto, también se reduciría el incentivo para proteger los genes compartidos. Sin embargo, la relación entre los individuos en las colonias de Epiponini muestra que el parentesco es en realidad bastante alto. El razonamiento detrás de esto es que a medida que las colonias se vuelven más desarrolladas, se reduce el número de reinas y aumenta la relación entre madres e hijas. Por lo tanto, el parentesco se considera una teoría importante para explicar la cooperación dentro de la tribu Epiponini. 

### Costos y beneficios de la socialidad
Un aspecto interesante del género Apoica es que, si bien se describe como altamente social, tiene menos diferencias de castas que otros géneros de especies de avispas altamente sociales. Esto es probable porque la diferenciación morfológica de las castas de este género fue un paso evolutivo secundario en la socialidad, que representa un cambio entre la diferenciación de tamaño entre castas y la diferenciación morfológica entre castas. La naturaleza social altamente estructurada de esta especie contribuye a las ventajas de los comportamientos sociales, como la distintiva fundación de enjambre y la defensa física del nido.

### Conflicto obrera-reina
En Apoica pallens, la naturaleza de las diferencias morfológicas reina-obrera se determina en la etapa larval. Las larvas de la reina tienen diferentes tasas de crecimiento de varios compartimentos corporales en comparación con las larvas que se convertirán en obreras. Esto genera castas basadas en diferentes morfologías, en lugar de en diferentes tamaños. La poliginia en Epiponini no tiene una reina intolerante que pone los huevos primarios. En cambio, la reproducción es realizada por varias reinas tolerantes. Las reinas participan en una sociedad de aptitud inclusiva más que en una lucha por la aptitud física directa. Las obreras estériles seleccionan entre las larvas de reina.  Debido a este sistema, existe de hecho un conflicto mínimo entre las dos castas.

## Importancia humana

### Usos en medicina popular
Los nidos de Apoica pallens son importantes en las prácticas de los indios pankararú y también en la población rural de Brasil. Los nidos de estas avispas se queman y el humo liberado se inhala para curar el accidente cerebrovascular. Además, cuando se sospecha la presencia del mal en la vida de un indio, deben bañarse en este humo del nido en llamas como tratamiento. En Matinha dos Pretos, pedazos del nido también se pueden hervir en agua para hacer un té que sirva como tratamiento para el asma.

## Interacción con otras especies

Apoica pallens dispuestas en la cara del panal que exhiben defensa pasiva.

Se ha encontrado que las Apoica pallens recolectan varios artrópodos, incluidas moscas, orugas y escarabajos. También recolecta polen y néctar de las flores de plátano. Además, esta especie practica el canibalismo de sus crías, donde los adultos comen parte de la cría si no se satisfacen sus propias necesidades nutricionales. En general, varios adultos dividen una sola larva. Además, los adultos intercambian alimentos a través de la trofalaxis. 

### Defensa
Las Apoica pallens muestran un comportamiento de defensa activo, más que químico. Durante el día, cuando los individuos adultos no participan en el comportamiento de enjambre, cubren la cara del nido con varias capas de espesor. Las avispas en la capa externa del nido están orientadas hacia afuera. Esto los deja atentos al acercamiento de las hormigas depredadoras que intentan llegar al interior del nido. Se cree que esta es una defensa más pasiva que activa, ya que la presencia de los adultos en esta formación es en sí misma un elemento disuasorio para los parásitos y los depredadores. También se ha planteado la hipótesis de que las ventajas de esta formación protectora durante las horas del día son las que llevaron a la selección de forrajeo nocturno y el comportamiento de enjambre que se observa en esta especie.